# Ronald David Laing
Ronald David Laing  (Glasgow, 7 de octubre de 1927 - 23 de agosto de 1989) fue un psiquiatra escocés. Es conocido por su hipótesis que postulaba un vínculo entre los trastornos psicóticos, especialmente la esquizofrenia, y un ambiente familiar durante la infancia que favorecería su desencadenamiento. A esta hipótesis se la conoció como "familia esquizógena" o "padres esquizógenos".

## Biografía
Laing nació en el distrito Govanhill de Glasgow. Estudió en la escuela de secundaria Hutchenson, y posteriormente Medicina en la Universidad de Glasgow. Trabajó dos años como psiquiatra en el Ejército Británico. En 1953 dejó el ejército y empezó a trabajar en el Hospital Gartnavel Royal de Glasgow. En este período participó en un grupo de discusión de inspiración existencialista dirigido por Karl Abenheimer y Joe Schorstein.
En 1956, invitado por John "Jock" D. Sutherland, fue becado en la clínica Tavistock de Londres, conocida por ser un centro de estudio y práctica de psicoterapia psicoanalítica. En este tiempo colaboró con John Bowlby, Donald Woods Winnicott y Charles Rycroft. Permaneció en el Instituto Tavistock hasta 1964. 
En el mismo año 1956 empezó un proyecto psiquiátrico en el Kingsey Hall. Influido por la psiquiatra norteamericana Elizabeth Fehr, Laing empezó a aplicar el rebirthing, pseudoterapia que consiste en una lucha simbólica del paciente para romper el útero materno, que era representado por el resto del equipo. 
En 1965 Laing fundó, junto con David Cooper y Aaron Esterson The Philadelphia Asociation, que aún continúa ofreciendo soporte en Londres a personas con problemas de adaptación social. Otras organizaciones inspiradas en las ideas de Laing son Arbours Association y New School of Psychotherapy and Counselling, también radicadas en Londres. Aunque él lo rechazaba, su hipótesis era parte del movimiento llamado antipsiquiatría.[cita requerida]

## Algunas obras
- 1960 - Laing, R.D.: The Divided Self: An Existential Study in Sanity and Madness. Harmondsworth: Penguin.
- 1964 - Laing, R.D. and Esterson, A.: Sanity, Madness and the Family. London: Penguin Books.
- 1964 - Laing, R.D. and Cooper, D.G.: Reason and Violence: A Decade of Sartre's Philosophy. (2nd ed.) London: Tavistock Publications Ltd.
- 1966 - Laing, R.D., Phillipson, H. and Lee, A.R.: Interpersonal Perception: A Theory and a Method of Research. London: Tavistock.
- 1967 - Laing, R.D.: The Politics of Experience and the Bird of Paradise. Harmondsworth: Penguin.
- 1969 - Laing, R.D.: Self and Others. (2nd ed.) London: Penguin Books.
- 1970 - Laing, R.D.: Knots. London: Penguin.
- 1972 - Laing, R.D.: The Politics of the Family and Other Essays. London: Tavistock Publications.
- 1976 - Laing, R.D.: Do You Love Me? An Entertainment in Conversation and Verse New York: Pantheon Books.
- 1976 - Laing, R.D.: Sonnets. London: Michael Joseph.
- 1976 - Laing, R.D.: The Facts of Life. London: Penguin.
- 1977 - Laing, R.D.: Conversations with Adam and Natasha. New York: Pantheon.
- 1981 - Laing, R,D.: y Schatzman M.: (EDs).Esquizofrenia y presión social. Tusquets. Barcelona
- 1982 - Laing, R.D.: The Voice of Experience: Experience, Science and Psychiatry. Harmondsworth: Penguin.
- 1985 - Laing, R.D.: Wisdom, Madness and Folly: The Making of a Psychiatrist 1927-1957. London: Macmillan.
- 1995 - Mullan, B.: Mad to be Normal: Conversations with R.D. Laing. London: Free Association Book